# Bediqat Hameț

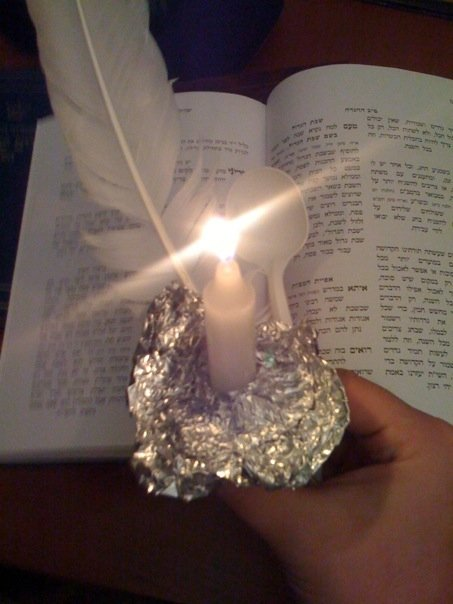
Bediqat Ḥameţ (căutare dopsit) efectuat în noaptea înainte de Ajunul Paştilor, 2009.

Bediqat Ḥameț, ori Bediiqét Ḥaméț (din: ebraică בְּדִיקַת חָמֵץ în ebraică, Tiberian: pronunție în ebraică [bədhīqath chāmētz]) este căutarea înainte de Ajunul Festivalului Ebraic al Paștilor după Ḥaméț. Căutarea are loc după asfințit înainte de Pesaḥ (noaptea de XIV în luna ebraică Nisan, așa cum scrie și în Mișna tratatul Pesaḥim, dar în porunca din Tora nu scrie că aluatul trebuie măturat noaptea). Când ajunul de Pesaḥ cade la asfințitul Sabat haGadol (Sâmbătei ce precedă paștile), Bediqat Ḥameț se mută la asfințitul zilei de joi (două nopți înainte de Pesaḥ).

## Originea în Biblie
În luna întâi, din a XIV-a zi a lunii, în ajun , să mâncați paști până-n ziua a XXI-a lunei în amurg.
Șapte zile, să nu se găsească aluat în casele voastre; căci oricine va mânca dospit, va fi nimicit din adunarea lui Israel, străin și băștinaș țării.
Tot dospit nu mâncați; ci, în toate locuințele voastre, să mâncați paști.” (Șemot ori Exodul sau Ieșirea 12:18-20)

## În Noul Legământ
Se mănâncă fără aluat dospit în toată săptămâna care urmează serii când se observă luna plină cea mai apropiată de vară, sau de seceriș, ca simbol al întregii vieți a celui răscumpărat, până în exact aceiași seară a săptămânii care urmează. 
Astfel aluatul „dospit” (ḥameț), este înlăturat din case între „hotarele" lui Israel: din viața personală, de familie, din colectivitate. În perioada Templului noaptea de Paști s-a ținut așa cum s-a scris „în locul pe care DOMNUL îl va alege ca să-și așeze Numele acolo", însă Festivalul Paștilor era și este ținut în cămine.
Un credincios a lui Mesia nu poate continua a trăi ca înainte: „Curăța-ți dintre-voi aluat vechi, ca să fiți amestec nou, după cum sunteți voi nedospiți; căci Pasca propie Mesia, el a fost jertfit pentru noi.
De aceea, să ținem festivalul, nu cu aluat vechi, nici cu dospire de răutate și de viclenie, ci cu paștile purității și ale sfințeniei. ” (1 Corinteni 5:7,8).

## Cadența premergător sabatului
Dacă „Postul Întâilor Născuți” (în ebraică: תַּעֲנִית בְּכוֹרוֹת, Ta’anit B’ḥorot ori תַּעֲנִית בְּכוֹרים, Ta’anit B'ḥorim);  cade de sabat, din cauza că pentru o persoană afectată de post este greu să facă desfășurarea ori procesiunea Torei, sau să stea în picioare la serviciul de dimineață, se mută de Joi seara până Vineri seara, și aceasta a devenit comun acceptat. Din aceleași motive nu se postește în sabat, deși uni rabini mesianici spun că este mai bine să postești decât să lucrezi pentru prepararea unei porții de hrană, (regulament care nu se aplică de Iom haChippurim când cade în zi de sabat), și posturile se preferă să fie stabilite pentru ziua de Vineri. Astfel ritualul căutării firmiturilor dospite numit „Bedicat Ḥameț” este stabilit pe Joi până seara. Când cade normal, este interzis să mănânci (de la asfințit) înainte să efectuezi măturarea numită ”Bedicat Ḥameț”, dar, pentru un întâi născut care este slăbit sau inconfortant de la post, se permite ca să mănânce ceva înainte de căutare sau ca o altă persoană să fie rânduită să efectueze căutarea ținând locul întâiului născut. Astfel când cadența este înainte de erev Pesaḥ, Bediqat Ḥameț se mută la asfințitul zilei de joi (două nopți înainte de Pesaḥ).